# 494 Віртус
494 Віртус (494 Virtus) — астероїд головного поясу, відкритий 7 жовтня 1902 року Максом Вольфом у Гейдельберзі.